# Steinberg (Goslar)

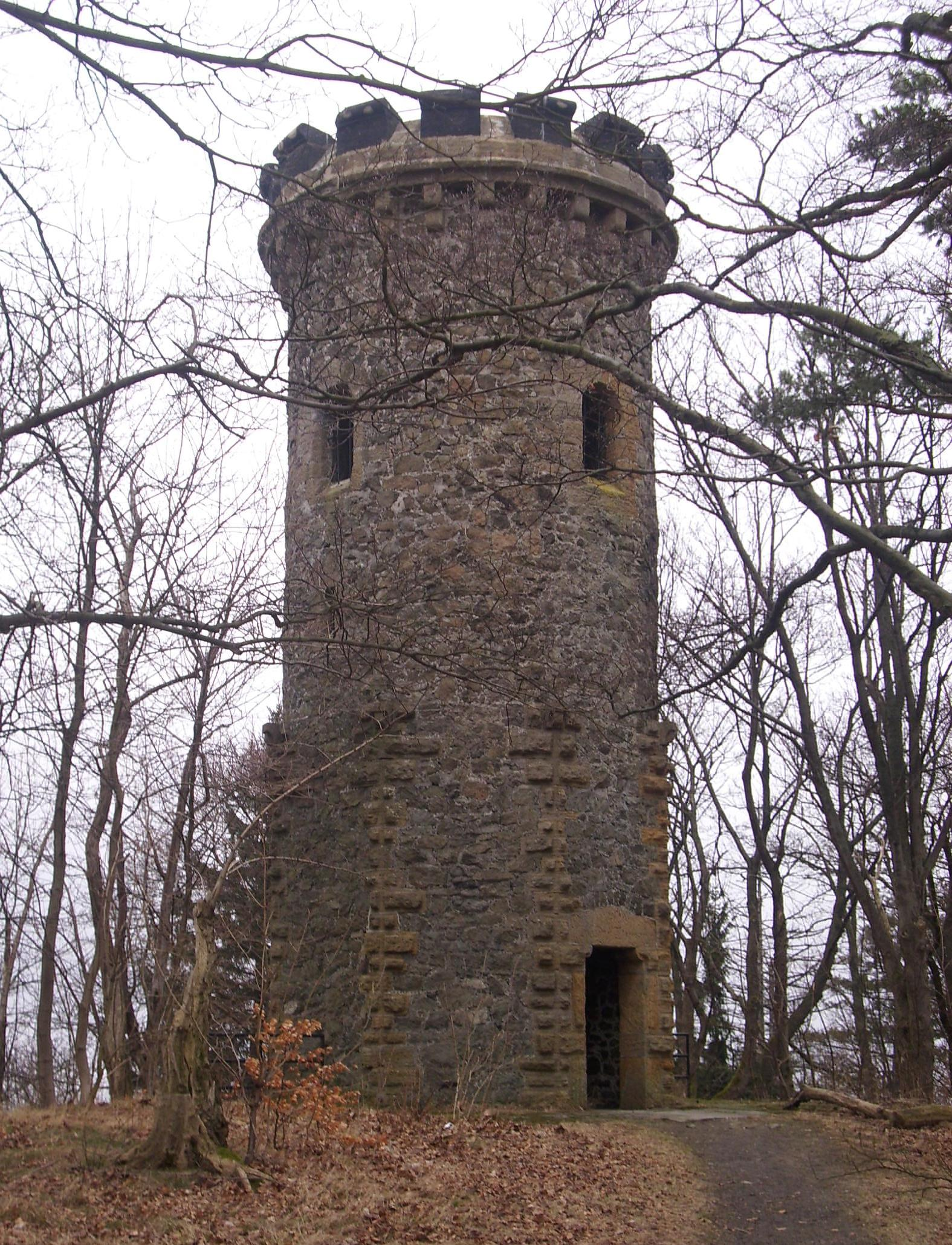
Steinbergturm

Steinberg ist ein Stadtteil der niedersächsischen Kreisstadt Goslar am Harz. Er liegt westlich der Altstadt und westlich der Bundesstraße 82.
Der Stadtteil hat seinen Namen nach dem 472 m hohen Steinberg westlich der Stadt Goslar, auf dessen Kuppe der 1888 errichtete Steinbergturm steht. Der rund gemauerte Aussichtsturm wurde als Kaiserturm errichtet und später in Steinbergturm umbenannt. Er steht unter Denkmalschutz und ist als Nr. 111 in das System der Stempelstellen der Harzer Wandernadel einbezogen.
Die Bildungsstätte „Bildungshaus Zeppelin & Steinberg“, die sich auf dem Südosthang des Steinbergs befindet, ist ein Seminar- und Tagungshaus.

## Burg
Eine Burg auf dem Steinberg wird durch den Chronisten Lampert von Hersfeld überliefert. Dieser berichtet für das Jahr 1076, dass Kaiser Heinrich IV. Graf Otto von Northeim beauftragte, die Harzburg und "eine andere auf dem Steinberge, der sich in nächster Nähe Goslars erhebt, mit größtem Eifer auszubauen".
Am Ende des 13. Jahrhunderts befand sich der Berg und damit wohl auch die Burg in den Händen der Grafschaft Wernigerode. Zu Beginn des 14. Jahrhunderts lagen diese im Streit mit der Stadt Goslar und bauten die Burg vermutlich weiter aus. Denn 1302 beklagt sich die Stadt Goslar bei König Albrecht I.,  dass die Grafen Albrecht und Friedrich von Wernigerode während des Landfriedens eine Burg auf fremdem Boden nahe Goslar erbaut hätten, welche durch ihre strategische Lage eine erhebliche Bedrohung für die Stadt sowie für die Königsstraßen darstelle. Die genaue Lage und ein Name der Burg werden in der Klageschrift nicht erwähnt, sodass eine Identifikation mit dem Steinberg nicht gesichert ist.
Die Burg scheint kurz darauf zerstört worden sein, denn König Albrecht beauftragte Otto IV. von Brandenburg sowie die Herzöge von Braunschweig, „die nötigen Schritte einzuleiten, damit von dieser Burg kein Schaden ausgehen kann“. 1396 geht der Berg als Wernigeroder Lehen an Goslar über, die Burg wird in der Urkunde nicht mehr erwähnt. Auf der Stadtkarte von 1543 wird der vordere Teil des Steinbergs als Burgberg bezeichnet.
Der Gipfel des Steinbergs fällt nach drei Seiten steil ab, nur von Westen ist er leicht zugänglich. Das ca. 70 × 220 m messende Gipfelplateau steigt von Westen nach Osten in drei Stufen an, wobei die höchste möglicherweise durch einen noch um 1960 als flache Delle erkennbaren Abschnittsgraben abgetrennt war. Auch im Westen soll nach Angaben von Griep ein Halsgraben das Plateau vom dahinter liegenden Bergkamm abgeschnitten haben.